# Виноградов, Эдуард Юрьевич
Эдуард Юрьевич Виноградов — Мастер спорта России по кудо, Чёрный пояс V дан кудо, IV дан кёкусинкай, II Ашихара-карате, Председатель правления Ульяновского областного отделения Федерации кудо России, Заслуженный тренер России, заслуженный наставник РСБИ, Тренер-преподаватель высшей квалификационной категории, двукратный чемпион России по кудо (2003, 2004). С 2005 года — Главный тренер сборной команды Ульяновской области по кудо.

## Биография
Родился 14 сентября 1975 г. в Ульяновске. Имеет высшее образование: закончил Поволжскую академию государственной службы имени А. А. Столыпина по специальности «Государственное и муниципальное управление». Прошёл профессиональную переподготовку в Ульяновском государственном педагогическом университете имени И. Н. Ульянова по специальности «физическая культура и спорт».

## Спортивная карьера
С 1982 по 1990 год занимался в спортивных секциях по вольной борьбе, бокса, тхэквондо, ушу, легкой атлетики, биатлона. Занимался горными лыжами. В 1990 году пришёл в секцию кёкусинкай карате, где за 20 лет достиг уровня чёрного пояса IV дана. Параллельно занимался и преподавал асихара-каратэ.
За время спортивной карьеры стал победителем и призёром множества турниров по карате кёкусинкай, ашихара-каратэ, кудо всех уровней, а как тренер подготовил победителей и призёров Чемпионатов и Кубков Мира, Европы и России по кудо и другим направлениям восточных единоборств. Воспитал двух мастеров спорта России международного класса, 6 мастеров спорта России, 20 кандидатов в мастера спорта, 11 спортсменов обладателей чёрного пояса.
Самым титулованным учеником Эдуарда Виноградова является его родной брат — Александр Виноградов, мастер спорта России международного класса по кудо, мастер спорта России международного класса по ашихара-каратэ, кандидат в мастера спорта России по рукопашному бою и Шубин Александр Николаевич.

## Поощрения и награды
За время тренерской деятельности был неоднократно отмечен почётными грамотами и благодарственными письмами органов местной власти, различных общественных организаций и фондов. Занесен на Доску Почёта «Лучшие люди Заволжского района г. Ульяновска».